# Donald Wandrei
Donald Wandrei (1908–1987) fue un cuentista, poeta y editor estadounidense de ciencia ficción, fantasía y terror. Era el hermano mayor del también escritor de ciencia ficción Howard Wandrei.

## Biografía
Wandrei empezó a escribir en 1926, aunque su carrera despegó definitivamente en 1932. Publicó mucho en revistas pulp hasta los últimos años de la década de 1930. Era miembro del círculo de Lovecraft, manteniendo correspondencia con el mismo H. P. Lovecraft y otros miembros del círculo como Frank Belknap Long y Clark Ashton Smith.
Contribuyó con dos relatos a los Mitos de Cthulhu: Los vampiros de fuego (1933) y Los tres hombres de M’Bwa (1933). Wandrei, junto con August Derleth, fundó la editorial Arkham House con objeto de mantener vivo el legado de Lovecraft. Tras la Segunda Guerra Mundial, Wandrei continuó escribiendo cuentos de ficción especulativa, aunque su producción a partir de ese momento decreció bastante. Donald Wandrei recibió el importante premio de literatura fantástica World Fantasy Award en 1984.